# Antrusa vaenia
Antrusa vaenia är en stekelart som beskrevs av Nixon 1954. Antrusa vaenia ingår i släktet Antrusa och familjen bracksteklar. Inga underarter finns listade i Catalogue of Life.